# Hermann Bier
Wilhelm Hermann Bier (* 15. September 1882 in Hannover; † 16. Dezember 1946 in Rötha bei Leipzig) war ein Historiker und Staatsarchivar.

## Familie
Hermann Bier wurde in Hannover als Sohn von Hermann Hugo Bier (* 23. Mai 1852 in Delitzsch), Militär-Intendantur-Sekretariatsassistent, und Anna Ida Friedrich (* 1. Juni 1856 in Pegau) geboren.

## Leben
Bier besuchte bis 1902 das Kaiserin-Auguste-Gymnasium in Charlottenburg. Von 1902 bis 1907 studierte er Geschichte an der Universität Berlin und promovierte dort über „Das Urkundenwesen und die Kanzlei der Markgrafen von Brandenburg aus dem Hause Wittelsbach 1323–1373“ zum Dr. phil. Seine Archivlaufbahn begann Bier 1906 am Geheimen Staatsarchiv Berlin. Dort legte er im November 1908 die archivarische Staatsprüfung ab. Im Juni 1909 wechselte er als Archivhilfsarbeiter an das Staatsarchiv Koblenz und wurde ein Jahr später zum Archivassistenten befördert. 1911 kam er an das Staatsarchiv Osnabrück und im April 1912 an das Staatsarchiv Marburg. Im April 1914 ging er an das Staatsarchiv Schleswig, wo er schon nach einem halben Jahr um seine Versetzung bat mit der Begründung, dass er „in Schleswig tatsächlich ohne Beschäftigung sei“. Nach einjährigem Aufenthalt am Staatsarchiv Hannover 1915 wechselte er im Februar 1916 als Archivar zurück an das Geheime Staatsarchiv Berlin, von wo er im November 1922 an das Staatsarchiv Wiesbaden versetzt und dort 1923 zum Staatsarchivrat ernannt wurde. 1931 ging Hermann Bier an das Staatsarchiv Breslau, mit dessen Leitung er 1939 beauftragt wurde. 1944 wurde er krankheitshalber beurlaubt.

## Schriften (Auswahl)
- Das Urkundenwesen und die Kanzlei der Markgrafen von Brandenburg aus dem Hause Wittelsbach 1323-1373. Dissertation Universität Berlin 1907
- (Digitalisat).
- Märkische Siegel. 1. Abtl. Die Siegel der Markgrafen und Kurfürsten von Brandenburg aus dem Hause Wittelsbach 1323-1373. Gsellius, Berlin 1933.